# ¡...Y van 50 tacos!
Y van 50 tacos es una de las historietas de la serie Mortadelo y Filemón, creada por Francisco Ibáñez y publicada en enero de 2008. Aparte de conmemorar el cincuenta aniversario de los personajes, parodia el Caso Malaya.

## Trayectoria editorial
"Y van 50 tacos" fue uno de los títulos que Ediciones B lanzó para commemorar el 50 aniversario de "Mortadelo y Filemón"', siendo otro "El gran libro de Mortadelo", así como la historieta ¡Venganza cincuentona!. 
Publicada en 2008 en formato álbum como número 118 de Magos del Humor y más tarde como nº 179 de la Colección Olé.

## Sinopsis
En esta aventura Mortadelo y Filemón se han hecho viejos: son esclavos de las pastillas y los dolores. En el gobierno se han dado cuenta, y han enviado a un inspector de sanidad para comprobar el grado de senectud de los agentes de la T.I.A.. Éste se encuentra con que los agentes, especialmente Mortadelo y Filemón, están muy apolillados, y ya va elaborando el expediente de despido. Para evitarlo, el Profesor Bacterio pone a punto una serie de medicinas, pero sus efectos resultan catastróficos. Con esas al Súper solo le queda resolver una misión para demostrar que él y sus agentes aún están fuertes (todos ellos van sufriendo por culpa de su vejez). 
La misión es detener a Caricemento Pedrúsquez, cabecilla de la corrupción en Marbellandia. Mortadelo y Filemón le descubren y le detienen, gracias a que un supositorio expulsado por Filemón golpeó a Caricemento en el ojo, haciendo así que pierda el control del vehículo, en el que huían no solo él, sino también el inspector destinado en la T.I.A. El coche choca contra un árbol, salvando así el puesto de trabajo de Mortadelo y Filemón, ya que al no encontrarse el expediente de despido (que en realidad fue quemado por Mortadelo y Filemón) no pudieron ser acusados de nada.